# Empis decora
Empis decora är en tvåvingeart som beskrevs av Johann Wilhelm Meigen 1822. Empis decora ingår i släktet Empis och familjen dansflugor. Arten har ej påträffats i Sverige. Inga underarter finns listade i Catalogue of Life.